# Departament Bezpieczeństwa i Obrony Cywilnej Gubernatoratu Państwa Watykańskiego
Departament Bezpieczeństwa i Obrony Cywilnej Gubernatoratu Państwa Watykańskiego (wł. Direzione dei Servizi di Sicurezza e Protezione Civile del Governatorato dello Stato della Città del Vaticano) – urząd administracji rządowej Watykanu. Zarządza bezpieczeństwem i porządkiem publicznym w tym państwie. Podlega Gubernatoratowi Państwa Watykańskiego.
W skład Departamentu Bezpieczeństwa i Obrony Cywilnej Gubernatoratu Państwa Watykańskiego wchodzą dwie służby:
- Korpus Żandarmerii Państwa Watykańskiego
- Korpus Straży Pożarnej Państwa Watykańskiego

## Historia
15 grudnia 1970 papież Paweł VI utworzył Centralne Biuro Bezpieczeństwa Gubernatoratu Państwa Watykańskiego (wł. Oficina Central de Vigilancia del Governatorato del Estado de la Ciudad del Vaticano). Zostało ono zniesione 25 marca 1991 i przywrócone pod obecną nazwą 16 lipca 2002.

## Zarząd

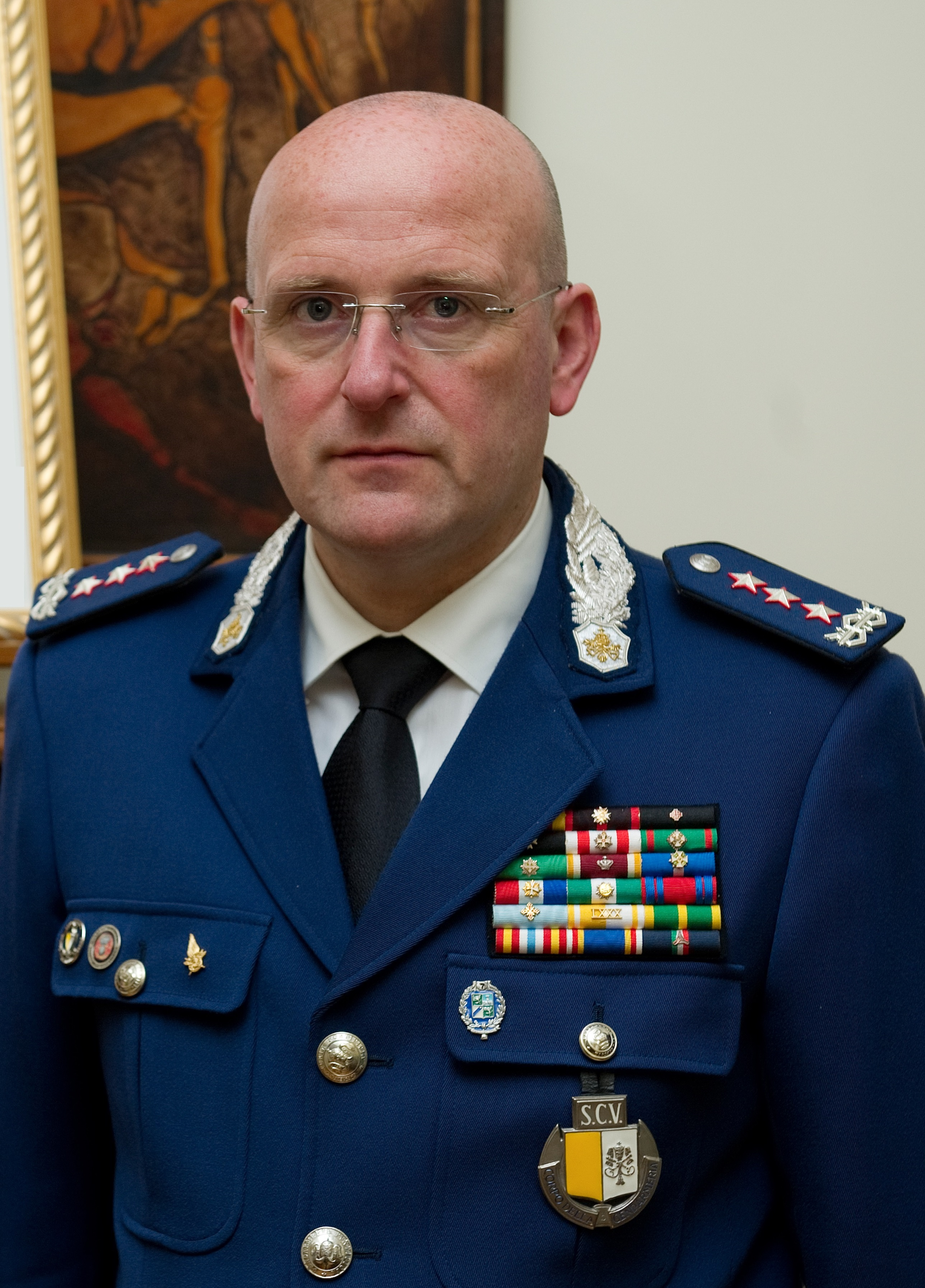
Dyrektor Departament Bezpieczeństwa i Obrony Cywilnej Gubernatoratu Państwa Watykańskiego Domenico Giani

### Dyrektorzy
- Camillo Cibin (1970 - 1991)
- Camillo Cibin (2002 - 2006)
- Domenico Giani (2006 - 2019)
- Gianluca Gauzzi Broccoletti (2019 - nadal)

### Wicedyrektorzy
- Domenico Giani[1] (2002 - 2006)
- Gianluca Gauzzi Broccoletti (2018 - 2019)

### Kapelani
- o. Gioele Schiavella OSA (2013? - 2014)
- o. Sergio Pellini SDB (2014 - 2018)
- o. Alberto Lorenzelli SDB (2018 - 2019)
- o. Francesco Fontana SDB (2019 - nadal)